# قائمة سفراء المملكة المتحدة لدى البحرين
سفير المملكة المتحدة لدى مملكة البحرين هو الممثل الدبلوماسي للمملكة المتحدة في مملكة البحرين وهو رئيس البعثة الدبلوماسية البريطانية في المنامة. المنصب الرسمي هو سفير صاحبة الجلالة البريطانية لمملكة البحرين.

## قائمة رؤساء البعثات

### سفير البحرين[1]
- 1971–1972: ألكسندر ستيرلينغ
- 1972–1975: روبرت تش
- 1975–1979: إدوارد غيفن
- 1979–1981: هارولد وكر
- 1981: ديفيد كروفورد
- 1981–1984: روجر تومكيس
- 1984–1988: فرانسيس ترو
- 1988–1992: جون شيبرد
- 1992–1996: هيو تونيل
- 1996–1999: إيان ليوتي
- 1999–2003: بيتر فورد
- 2003–2006: روبن لامب
- 2006–2011: جيمي بودن
- 2011–2015: إيان ليندسي[2]
- 2015–الحالي: سيمون مارتن[3]